# Ép xung

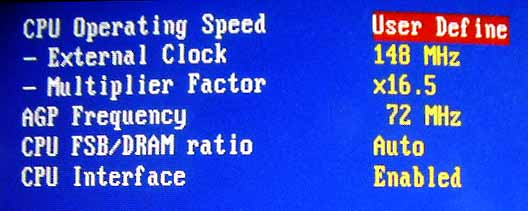
Thiết lập BIOS ép xung trên bo mạch chủ ABIT NF7-S với bộ xử lý AMD Athlon XP. Tần số bus phía trước (FSB) (đồng hồ bên ngoài) đã được tăng lên từ 133 MHz đến 148 MHz và hệ số nhân xung nhịp CPU đã được thay đổi từ 13,5 thành 16,5. Điều này tương ứng với việc ép xung FSB là 11,3% và của CPU là 36%.

Trong máy tính, ép xung (overclocking) là hoạt động tăng xung nhịp của máy tính để vượt quá tốc độ tối đa được nhà sản xuất chứng nhận. Thông thường, điện áp hoạt động cũng được tăng lên để duy trì sự ổn định hoạt động của linh kiện ở tốc độ nhanh. Các thiết bị bán dẫn hoạt động ở tần số và điện áp cao hơn làm tăng điện năng tiêu thụ và nhiệt. Một thiết bị được ép xung có thể không đáng tin cậy hoặc bị lỗi hoàn toàn nếu tải nhiệt bổ sung không được loại bỏ hoặc các thành phần cung cấp điện không thể đáp ứng nhu cầu điện năng tăng lên. Nhiều bảo hành thiết bị nêu rõ rằng ép xung và/hoặc thông số kỹ thuật quá mức sẽ làm mất tác dụng của bất kỳ bảo hành nào, tuy nhiên ngày càng có nhiều nhà sản xuất cho phép ép xung miễn là được thực hiện một cách (tương đối) an toàn.

## Tổng quan
Mục đích của ép xung là để tăng tốc độ hoạt động của một thành phần nhất định. Thông thường, trên các hệ thống hiện đại, mục tiêu ép xung là tăng hiệu suất của chip chính hoặc hệ thống con, chẳng hạn như bộ xử lý chính hoặc bộ điều khiển đồ họa, nhưng các thành phần khác, chẳng hạn như bộ nhớ hệ thống (RAM) hoặc bus hệ thống (nói chung là trên bo mạch chủ), thường được tham gia. Sự cân bằng là sự gia tăng điện năng tiêu thụ (nhiệt), tiếng ồn của quạt (làm mát) và tuổi thọ ngắn hơn cho các thành phần được nhắm mục tiêu. Hầu hết các bộ phận được thiết kế với mức độ an toàn để đối phó với các điều kiện hoạt động ngoài tầm kiểm soát của nhà sản xuất; ví dụ là nhiệt độ môi trường xung quanh và sự dao động của điện áp hoạt động. Nói chung, các kỹ thuật ép xung nhằm đánh đổi biên độ an toàn này bằng cách đặt thiết bị chạy ở mức cao hơn của biên độ, với sự hiểu biết rằng nhiệt độ và điện áp phải được người dùng giám sát và kiểm soát chặt chẽ hơn. Ví dụ như nhiệt độ vận hành sẽ cần được kiểm soát chặt chẽ hơn với việc tăng cường làm mát, vì bộ phận này sẽ kém chịu đựng nhiệt độ tăng ở tốc độ cao hơn. Ngoài ra, điện áp hoạt động cơ bản có thể được tăng lên để bù cho sự sụt giảm điện áp không mong muốn và để tăng cường tín hiệu và tín hiệu thời gian, vì các lần điện áp thấp có nhiều khả năng gây ra sự cố ở tốc độ hoạt động cao hơn.
Mặc dù hầu hết các thiết bị hiện đại đều có khả năng ép xung khá tốt, nhưng tất cả các thiết bị đều có giới hạn hữu hạn. Nói chung, đối với bất kỳ điện áp nhất định nào, hầu hết các bộ phận sẽ có tốc độ "ổn định" tối đa mà chúng vẫn hoạt động chính xác. Quá tốc độ này, thiết bị bắt đầu đưa ra kết quả không chính xác, có thể gây ra trục trặc và hoạt động rời rạc trong bất kỳ hệ thống nào tùy thuộc vào nó. Trong bối cảnh PC, kết quả thông thường là sự cố hệ thống, các lỗi nhỏ hơn có thể không bị phát hiện, điều này trong một thời gian đủ dài có thể gây ra những bất ngờ khó chịu như hỏng dữ liệu (kết quả được tính toán không chính xác hoặc tệ hơn là ghi vào bộ nhớ không chính xác) hoặc hệ thống bị lỗi chỉ trong một số tác vụ cụ thể (việc sử dụng chung như duyệt internet và xử lý văn bản có vẻ ổn, nhưng bất kỳ ứng dụng nào muốn đồ họa nâng cao sẽ làm hỏng hệ thống).
Tại thời điểm này, sự gia tăng điện áp hoạt động của một bộ phận có thể cho phép nhiều khoảng trống hơn để tăng thêm tốc độ đồng hồ, nhưng điện áp tăng cũng có thể làm tăng đáng kể sản lượng nhiệt, cũng như rút ngắn tuổi thọ hơn nữa. Tại một số thời điểm sẽ có một giới hạn được đặt ra bởi khả năng cung cấp đủ điện cho thiết bị, khả năng làm mát bộ phận của người dùng và khả năng chịu điện áp tối đa của chính thiết bị trước khi nó đạt đến sự cố hư hỏng. Việc sử dụng quá mức điện áp và/hoặc làm mát không đủ có thể nhanh chóng làm suy giảm hiệu suất của thiết bị đến mức hỏng hóc hoặc trong những trường hợp nghiêm trọng sẽ phá hủy hoàn toàn thiết bị.
Tốc độ đạt được khi ép xung phụ thuộc phần lớn vào các ứng dụng và khối lượng công việc đang được chạy trên hệ thống và những thành phần nào đang được người dùng ép xung; tiêu chuẩn cho các mục đích khác nhau đã được công bố.

### Giảm xung / hạ xung
Ngược lại với ép xung, mục tiêu chính của hạ xung là giảm mức tiêu thụ điện năng và việc sinh nhiệt của thiết bị, với sự đánh đổi là tốc độ xung nhịp thấp hơn và giảm hiệu suất. Giảm yêu cầu làm mát cần thiết để giữ cho phần cứng ở nhiệt độ hoạt động nhất định có những lợi ích đặc biệt như giảm số lượng và tốc độ quạt để cho phép hoạt động êm hơn và trong các thiết bị di động giúp tăng thời lượng pin cho mỗi lần sạc. Một số nhà sản xuất hạ xung các thành phần của thiết bị sử dụng pin để cải thiện tuổi thọ pin hoặc triển khai các hệ thống phát hiện khi nào thiết bị đang hoạt động dưới nguồn pin và giảm tần số đồng hồ Việc hạ xung và hạ nguồn sẽ được cố gắng trên hệ thống máy tính để bàn để thiết bị hoạt động trong im lặng (chẳng hạn như cho các máy làm trung tâm giải trí gia đình) trong khi có khả năng cung cấp hiệu suất cao hơn hiện tại do các dịch vụ bộ xử lý điện áp thấp cung cấp. Điều này sẽ sử dụng một phần "điện áp tiêu chuẩn" và cố gắng chạy với điện áp thấp hơn (trong khi cố gắng giữ tốc độ máy tính để bàn) để đáp ứng mục tiêu hiệu suất / tiếng ồn chấp nhận được cho bản dựng. Điều này cũng hấp dẫn vì việc sử dụng bộ xử lý "điện áp tiêu chuẩn" trong ứng dụng "điện áp thấp" tránh được việc trả phí bảo hiểm truyền thống cho phiên bản điện áp thấp được chứng nhận chính thức. Tuy nhiên, một lần nữa, giống như ép xung, không có gì đảm bảo chắc chắn thành công và cần phải xem xét thời gian của người xây dựng để nghiên cứu các kết hợp hệ thống / bộ xử lý nhất định và đặc biệt là thời gian và thời gian thực hiện nhiều lần lặp lại kiểm tra độ ổn định. Tính hữu ích của việc hạ xung (một lần nữa giống như ép xung) được xác định bởi những dịch vụ, giá cả và tính khả dụng của bộ vi xử lý tại thời điểm cụ thể của bản dựng. Hạ xung đôi khi cũng được sử dụng khi khắc phục sự cố.

### Văn hóa ép xung của người dùng máy tính
Ép xung đã trở nên dễ tiếp cận hơn với các nhà sản xuất bo mạch chủ cung cấp ép xung như một tính năng tiếp thị trên các dòng sản phẩm chính của họ. Tuy nhiên, thực tế này được những người đam mê áp dụng nhiều hơn là người dùng chuyên nghiệp, vì ép xung có nguy cơ làm giảm độ tin cậy, độ chính xác và làm hỏng dữ liệu và thiết bị. Ngoài ra, hầu hết các bảo hành của nhà sản xuất và thỏa thuận dịch vụ không bao gồm các thành phần được ép xung cũng như bất kỳ thiệt hại ngẫu nhiên nào do việc sử dụng chúng. Mặc dù ép xung vẫn có thể là một lựa chọn để tăng khả năng tính toán cá nhân và do đó nâng cao năng suất quy trình làm việc cho người dùng chuyên nghiệp, cần nhấn mạnh tầm quan trọng của việc kiểm tra độ ổn định các thành phần kỹ lưỡng trước khi sử dụng chúng vào môi trường sản xuất.
Ép xung cung cấp một số điểm thu hút cho những người đam mê ép xung. Ép xung cho phép kiểm tra các thành phần ở tốc độ hiện chưa được nhà sản xuất cung cấp hoặc ở tốc độ chỉ được cung cấp chính thức trên các phiên bản chuyên biệt, giá cao hơn của sản phẩm. Xu hướng chung trong ngành công nghiệp máy tính là các công nghệ mới có xu hướng ra mắt ở thị trường cao cấp trước, sau đó mới phân tán xuống thị trường hiệu năng và phổ thông. Nếu phần cao cấp chỉ khác nhau ở tốc độ xung nhịp tăng lên, một người đam mê có thể cố gắng ép xung phần chính để mô phỏng sản phẩm cao cấp. Điều này có thể cung cấp thông tin chi tiết về cách các công nghệ over-the-chân trời sẽ hoạt động trước khi chúng chính thức có mặt trên thị trường phổ thông, điều này có thể đặc biệt hữu ích cho những người dùng khác đang cân nhắc xem họ có nên lên kế hoạch mua hoặc nâng cấp lên tính năng mới khi nó chính thức không phát hành.
Một số người có sở thích thích dựng máy, điều chỉnh và "nung nóng" hệ thống của họ trong các cuộc thi điểm chuẩn cạnh tranh, cạnh tranh với những người dùng cùng chí hướng khác để có điểm cao trong các bộ điểm chuẩn máy tính được tiêu chuẩn hóa. Những người khác sẽ mua một mô hình chi phí thấp của một bộ phận trong một dòng sản phẩm nhất định và cố gắng ép xung bộ phận đó để phù hợp với hiệu suất chuẩn của mô hình đắt tiền hơn. Một cách tiếp cận khác là ép xung các thành phần cũ hơn để cố gắng bắt kịp với yêu cầu hệ thống ngày càng tăng và kéo dài tuổi thọ sử dụng hữu ích của phần cũ hơn hoặc ít nhất là trì hoãn việc mua phần cứng mới chỉ vì lý do hiệu suất. Một lý do khác cho việc ép xung thiết bị cũ hơn là ngay cả khi ép xung khiến thiết bị bị lỗi sớm hơn, rất ít bị mất vì nó đã được khấu hao và sẽ cần được thay thế trong mọi trường hợp.

### Thành phần
Về mặt kỹ thuật, bất kỳ thành phần nào sử dụng bộ đếm thời gian (hoặc đồng hồ) để đồng bộ hóa các hoạt động bên trong của nó đều có thể được ép xung. Tuy nhiên, hầu hết các nỗ lực cho các thành phần máy tính tập trung vào các thành phần cụ thể, chẳng hạn như bộ xử lý (hay còn gọi là CPU), thẻ video, chipset bo mạch chủ và RAM. Hầu hết các bộ xử lý hiện đại đều lấy được tốc độ hoạt động hiệu quả của chúng bằng cách nhân xung nhịp cơ bản (tốc độ bus của bộ xử lý) với một hệ số nhân bên trong bộ xử lý (hệ số CPU) để đạt được tốc độ cuối cùng.
Các bộ vi xử lý máy tính thường được ép xung bằng cách thao tác với hệ số nhân CPU nếu có tùy chọn đó, nhưng bộ xử lý và các thành phần khác cũng có thể được ép xung bằng cách tăng tốc độ cơ bản của đồng hồ bus. Một số hệ thống cho phép điều chỉnh bổ sung các đồng hồ khác (chẳng hạn như đồng hồ hệ thống) ảnh hưởng đến tốc độ đồng hồ bus, một lần nữa được nhân với bộ xử lý để cho phép điều chỉnh tốc độ cuối cùng của bộ xử lý tốt hơn. Ép xung với hệ số nhân càng cao sẽ đạt tốc độ đồng hồ càng cao mà ít tiêu thụ điện năng hơn so với gia tăng đồng hồ nền tảng. Vì vậy hệ số nhân luôn được ưu tiên đặt ở mức càng cao càng tốt.
Hầu hết các hệ thống OEM không tiết lộ cho người dùng những điều chỉnh cần thiết để thay đổi tốc độ xung nhịp của bộ xử lý hoặc điện áp trong BIOS của bo mạch chủ OEM, điều này không bao gồm việc ép xung (vì lý do bảo hành và hỗ trợ). Cùng một bộ xử lý được cài đặt trên một bo mạch chủ khác, cung cấp các điều chỉnh sẽ cho phép người dùng thay đổi chúng.
Bất kỳ thành phần nhất định nào cuối cùng sẽ ngừng hoạt động đáng tin cậy sau một giới hạn nhất định: nhiệt độ, đồng hồ, điện áp... Các thành phần thường sẽ hiển thị một số loại hành vi trục trặc hoặc dấu hiệu khác về độ ổn định bị xâm phạm, cảnh báo người dùng rằng tốc độ nhất định không ổn định, nhưng luôn có khả năng một thành phần sẽ hỏng vĩnh viễn mà không có cảnh báo, ngay cả khi điện áp được giữ trong một số -các giá trị an toàn xác định. Tốc độ tối đa được xác định bằng cách ép xung đến điểm không ổn định đầu tiên, sau đó chấp nhận cài đặt chậm hơn ổn định cuối cùng. Các thành phần chỉ được đảm bảo hoạt động chính xác đến các giá trị định mức của chúng; ngoài ra các mẫu khác nhau có thể có tiềm năng ép xung khác nhau. Điểm cuối của một lần ép xung nhất định được xác định bởi các thông số như số nhân CPU có sẵn, bộ chia bus, điện áp; khả năng của người sử dụng để quản lý tải nhiệt, kỹ thuật làm mát; và một số yếu tố khác của bản thân các thiết bị riêng lẻ như xung nhịp bán dẫn và dung sai nhiệt, tương tác với các thành phần khác và phần còn lại của hệ thống. Độ ổn định còn phụ thuộc vào nhiều yếu tố ( nhiệt, điện áp, các thiết lập khác ).

## Các cân nhắc
Có một số điều cần được xem xét khi ép xung. Đầu tiên là đảm bảo linh kiện được cung cấp đủ năng lượng ở mức điện áp đủ để hoạt động ở mức xung nhịp mới. Cung cấp nguồn điện không đúng cài đặt hoặc đặt điện áp quá mức có thể làm hỏng vĩnh viễn một bộ phận.
Trong môi trường sản xuất chuyên nghiệp, ép xung chỉ có khả năng được sử dụng khi tốc độ tăng lên chứng minh cho chi phí hỗ trợ của chuyên gia cần thiết, độ tin cậy có thể giảm, hậu quả là các hợp đồng bảo trì và bảo hành, và tiêu thụ điện năng cao hơn. Nếu yêu cầu tốc độ nhanh hơn, nó thường rẻ hơn khi mọi chi phí được cân nhắc để mua phần cứng nhanh hơn.

### Làm mát

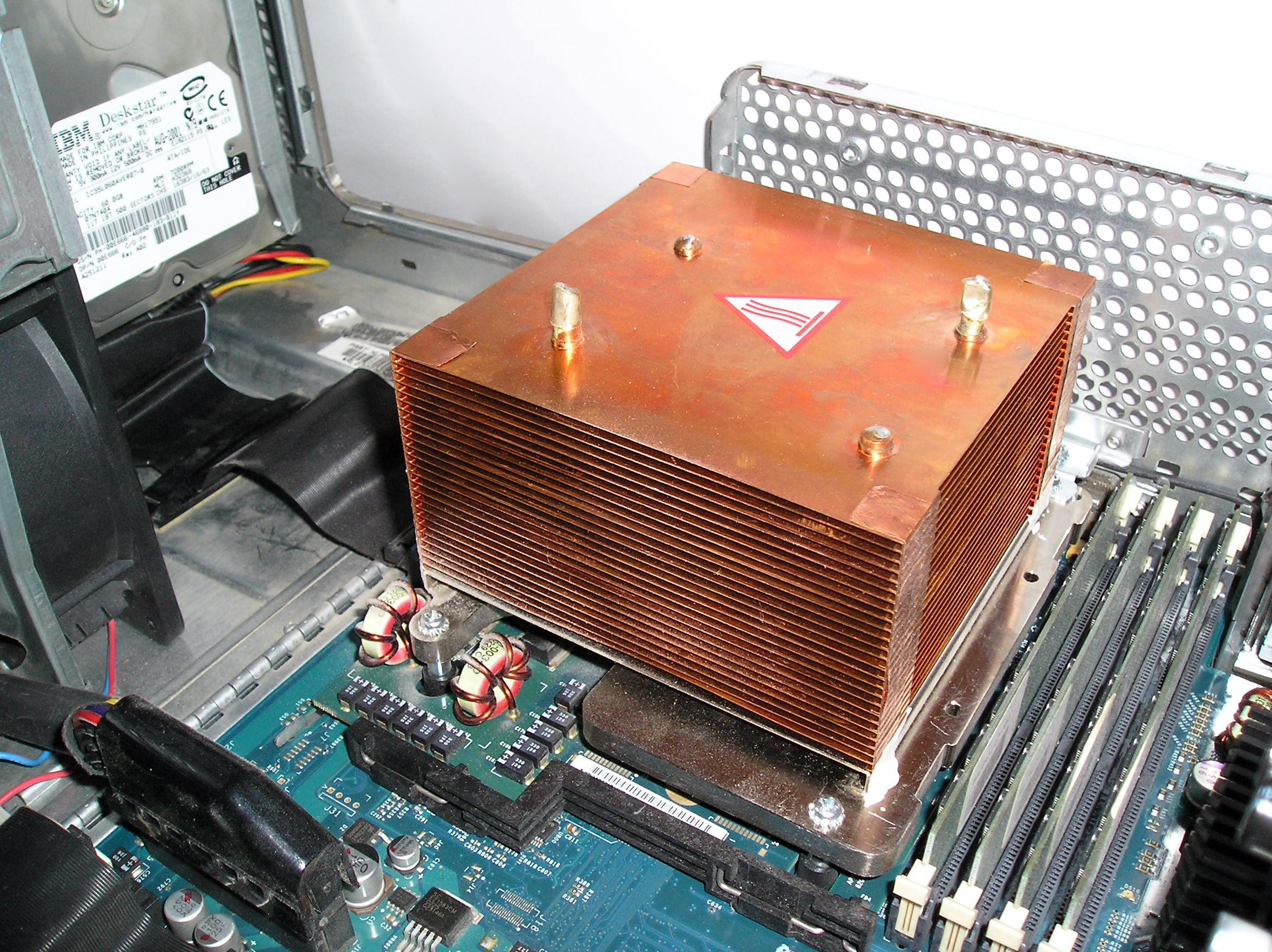
Đế tản nhiệt chất lượng cao thường được làm bằng đồng.

Tất cả các mạch điện tử đều tạo ra nhiệt do sự chuyển động của dòng điện. Khi tần số xung nhịp trong mạch kỹ thuật số và điện áp áp dụng tăng lên, nhiệt tạo ra bởi các thành phần chạy ở mức hiệu suất cao hơn cũng tăng lên. Mối quan hệ giữa tần số xung nhịp và công suất thiết kế nhiệt (TDP) là tuyến tính. Tuy nhiên, có một giới hạn đối với tần số tối đa được gọi là "bức tường". Để khắc phục vấn đề này, các chuyên gia ép xung nâng cao điện áp chip để tăng tiềm năng ép xung. Điện áp làm tăng điện năng tiêu thụ và do đó sinh nhiệt đáng kể (tỷ lệ thuận với bình phương điện áp trong mạch tuyến tính, chẳng hạn); điều này yêu cầu làm mát nhiều hơn để tránh làm hỏng phần cứng do quá nhiệt. Ngoài ra, một số mạch kỹ thuật số hoạt động chậm lại ở nhiệt độ cao do các đặc tính của thiết bị MOSFET thay đổi. Ngược lại, người ép xung có thể quyết định giảm điện áp chip trong khi ép xung (một quá trình được gọi là undervolting), để giảm phát thải nhiệt trong khi hiệu suất vẫn ở mức tối ưu.
Hệ thống làm mát chuẩn được thiết kế cho lượng điện năng được tạo ra trong quá trình sử dụng không ép xung; các mạch được ép xung có thể yêu cầu làm mát nhiều hơn, chẳng hạn như bằng quạt mạnh, tản nhiệt lớn hơn, ống dẫn nhiệt và tản nhiệt nước. Khối lượng, hình dạng và chất liệu đều ảnh hưởng đến khả năng tản nhiệt của tản nhiệt. Các bộ tản nhiệt hiệu quả thường được làm hoàn toàn bằng đồng, có tính dẫn nhiệt cao, nhưng giá thành cao. Nhôm được sử dụng rộng rãi hơn; nó có đặc tính nhiệt tốt, mặc dù không tốt bằng đồng và rẻ hơn đáng kể. Vật liệu rẻ hơn như thép không có đặc tính nhiệt tốt. Ống dẫn nhiệt có thể được sử dụng để cải thiện độ dẫn điện. Nhiều bộ tản nhiệt kết hợp hai hoặc nhiều vật liệu để đạt được sự cân bằng giữa hiệu suất và chi phí.

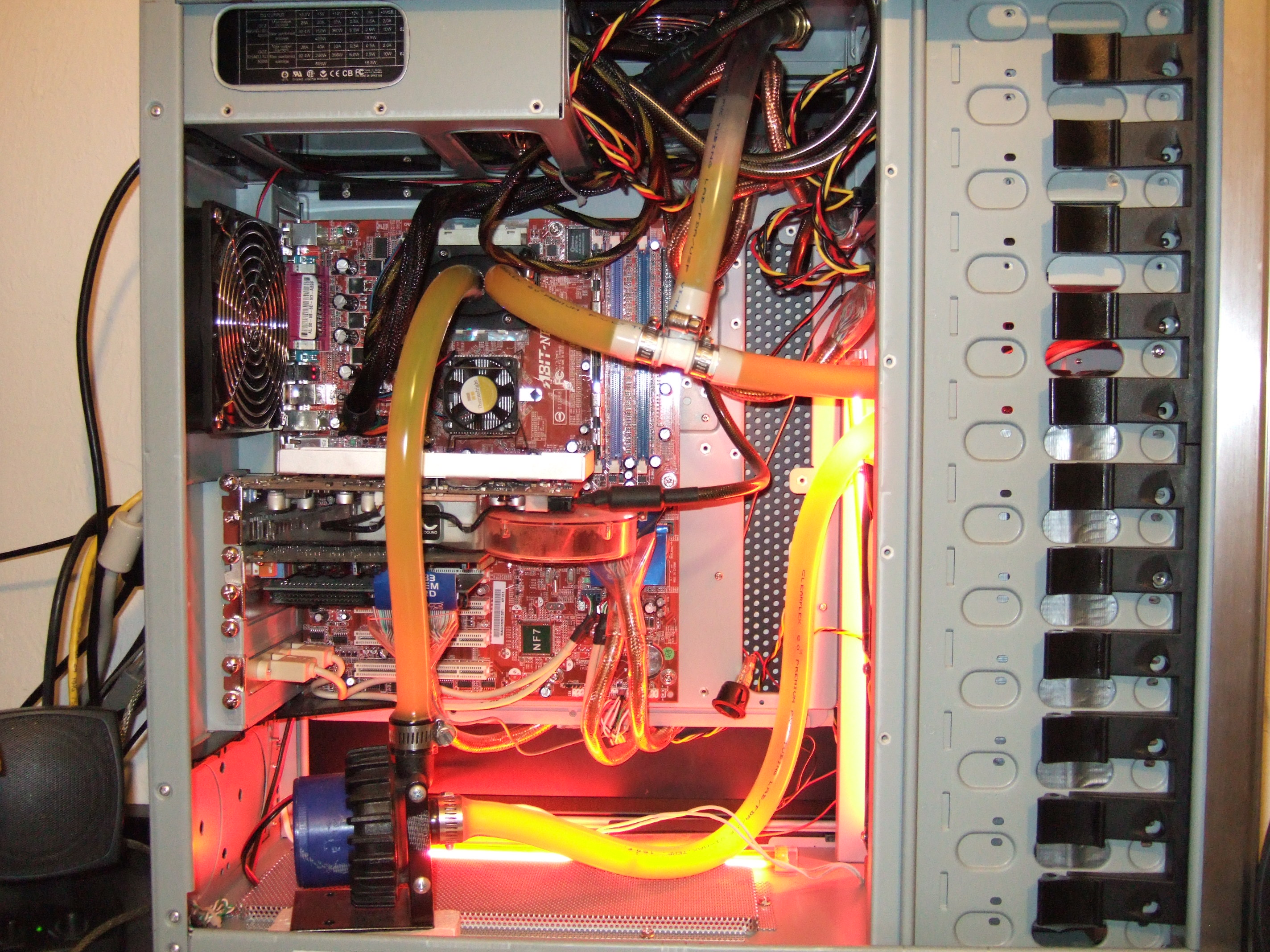
Bên trong máy tính làm mát bằng nước, hiển thị khối nước CPU, đường ống và máy bơm

Làm mát bằng nước mang nhiệt thải đến bộ tản nhiệt. Các thiết bị làm mát nhiệt điện thực sự làm lạnh bằng cách sử dụng hiệu ứng Peltier có thể hỗ trợ các bộ xử lý công suất thiết kế nhiệt (TDP) cao do Intel và AMD sản xuất vào đầu thế kỷ XXI. Các thiết bị làm mát bằng nhiệt điện tạo ra sự chênh lệch nhiệt độ giữa hai tấm bằng cách cho dòng điện chạy qua các tấm. Phương pháp làm mát này mang lại hiệu quả cao, nhưng bản thân nó tạo ra nhiệt đáng kể ở những nơi khác phải được mang đi, thường là bằng bộ tản nhiệt đối lưu hoặc hệ thống làm mát bằng nước.

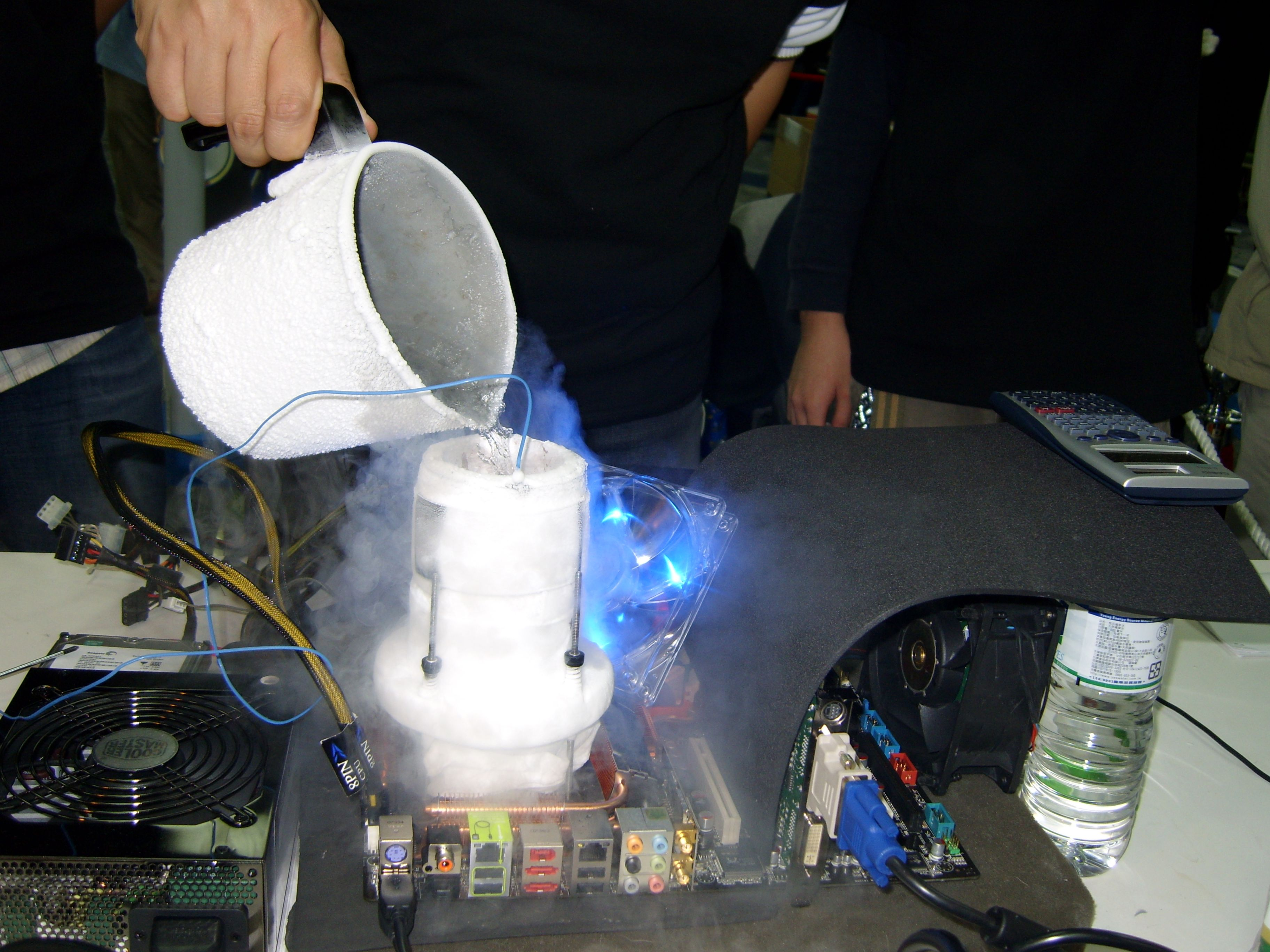
Nitơ lỏng có thể được sử dụng để làm mát hệ thống được ép xung, khi cần có biện pháp làm mát cực mạnh.

Các phương pháp làm mát khác là đối lưu cưỡng bức và làm mát chuyển pha được sử dụng trong tủ lạnh và có thể được điều chỉnh để sử dụng trên máy tính. Nitơ lỏng, heli lỏng và đá khô được sử dụng làm chất làm mát trong các trường hợp khắc nghiệt, chẳng hạn như nỗ lực lập kỷ lục hoặc thí nghiệm một lần thay vì làm mát hệ thống hàng ngày. Vào tháng 6 năm 2006, IBM và Viện Công nghệ Georgia đã cùng nhau công bố một kỷ lục mới về tốc độ xung nhịp chip dựa trên silicon (tốc độ một bóng bán dẫn có thể được chuyển đổi, không phải tốc độ xung nhịp CPU ) trên 500 GHz, được thực hiện bằng cách làm mát chip xuống 4,5 K (−268,6 °C; −451,6 °F)    sử dụng helium lỏng. Kỷ lục thế giới về tần số CPU là 8.794 GHz tính đến tháng 11 năm 2012. Các phương pháp cực đoan này thường không thực tế về lâu dài, vì chúng yêu cầu nạp lại các bình chứa chất làm mát hóa hơi, và ngưng tụ có thể hình thành trên các thành phần được làm lạnh. Hơn nữa, các bóng bán dẫn hiệu ứng trường cổng tiếp giáp dựa trên silicon (JFET) sẽ phân hủy dưới nhiệt độ khoảng 100 K (−173 °C; −280 °F) và cuối cùng ngừng hoạt động hoặc "đóng băng" ở 40 K (−233 °C; −388 °F) vì silicon không còn bán dẫn, nên việc sử dụng chất làm mát cực lạnh có thể khiến thiết bị bị hỏng.
Làm mát chìm, được sử dụng bởi siêu máy tính Cray-2, liên quan đến việc nhúng một phần của hệ thống máy tính trực tiếp vào chất lỏng làm lạnh có tính dẫn nhiệt nhưng độ dẫn điện thấp. Ưu điểm của kỹ thuật này là không có sự ngưng tụ có thể hình thành trên các thành phần. Chất lỏng chìm tốt là Fluorinert do 3M sản xuất, đắt tiền. Một lựa chọn khác là dầu khoáng, nhưng các tạp chất như trong nước có thể khiến nó dẫn điện.
Những người đam mê ép xung nghiệp dư đã sử dụng hỗn hợp đá khô và dung môi có điểm đóng băng thấp, chẳng hạn như axeton hoặc cồn isopropyl. Bể làm mát này, thường được sử dụng trong phòng thí nghiệm, đạt được nhiệt độ −78 °C. Tuy nhiên, cách làm này không được khuyến khích do rủi ro về an toàn của nó; dung môi dễ cháy và dễ bay hơi, và đá khô có thể gây tê cóng (do tiếp xúc với da tiếp xúc) và ngạt thở (do một lượng lớn khí cacbonic sinh ra khi nó thăng hoa).